# Provincia de Concepción (Perú)

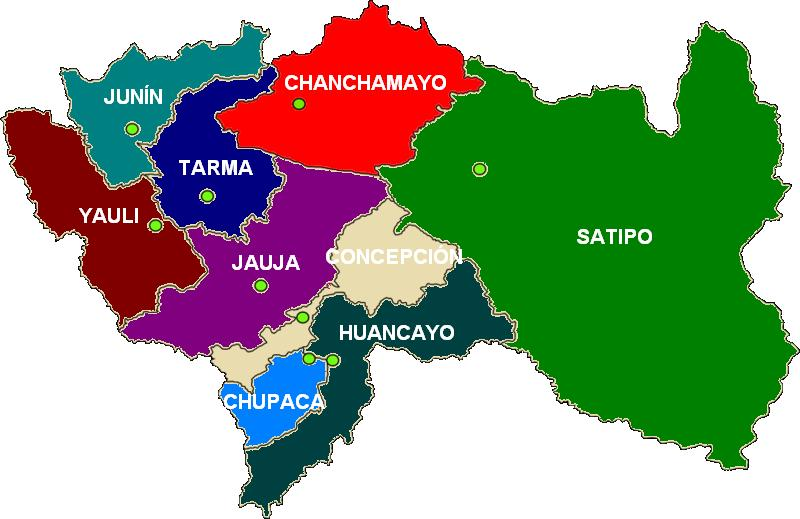
Provincias del departamento de Junín

La provincia de Concepción es una de las nueve que conforman el departamento de Junín, en centro del Perú. Limita por el norte con la provincia de Jauja, por el este con la provincia de Satipo, por el sur con la provincia de Huancayo y la provincia de Chupaca, y por el oeste con el departamento de Lima.

## Historia
La provincia fue creada mediante Ley N° 11648 del 2 de enero de 1951.

## Geografía
Abarca una superficie de 3068 km².

## Capital
La capital de la provincia es la ciudad de Concepción.

## División administrativa
La provincia de Concepción está dividida en quince distritos:
| Distritos de Concepción | Distritos de Concepción | Distritos de Concepción | Distritos de Concepción | Distritos de Concepción |
| Ubigeo                  | Distrito                | Capital                 | Fundación               | Población 2022          |
| ----------------------- | ----------------------- | ----------------------- | ----------------------- | ----------------------- |
| 120201                  | Concepción              | Concepción              | 2 de febrero de 1962    | 14756                   |
| 120202                  | Aco                     | Aco                     | 28 de febrero de 1941   | 1642                    |
| 120203                  | Andamarca               | Andamarca               | 20 de julio de 1946     | 4638                    |
| 120204                  | Chambara                | Chambara                | 31 de octubre de 1932   | 2868                    |
| 120205                  | Cochas                  | Cochas                  | 21 de agosto de 1963    | 1829                    |
| 120206                  | Comas                   | Comas                   | Época indep.            | 6258                    |
| 120207                  | Heroínas Toledo         | San Antonio de Ocopa    | 22 de noviembre de 1912 | 1222                    |
| 120208                  | Manzanares              | San Miguel              | 24 de abril de 1962     | 1401                    |
| 120209                  | Mariscal Castilla       | Mucllo                  | 26 de marzo de 1965     | 1633                    |
| 120210                  | Matahuasi               | Matahuasi               | 9 de febrero de 1962    | 5114                    |
| 120211                  | Mito                    | Mito                    | Época indep.            | 1372                    |
| 120212                  | Nueve de Julio          | Santo Domingo del Prado | 19 de noviembre de 1917 | 1522                    |
| 120213                  | Orcotuna                | Orcotuna                | 6 de abril de 1962      | 4135                    |
| 120214                  | San José de Quero       | San José de Quero       | 29 de enero de 1965     | 6080                    |
| 120215                  | Santa Rosa de Ocopa     | Santa Rosa              | 12 de enero de 1871     | 2025                    |

## Datos interesantes
La provincia de Concepción, Junín, se convirtió en la primera localidad antitaurina del Perú, por una moción del alcalde Jesús Chipana, en prohibir definitivamente las corridas de toros. La ley fue aprobada por el consejo municipal en el mes de junio de 2012.

## Atractivos turísticos
- Convento de Santa Rosa de Ocopa en distrito de Santa Rosa de Ocopa
- Iglesia Matriz de Concepción en la ciudad de Concepción
- Sitio arqueológico de Ocupi en distrito de Santa Rosa de Ocopa
- Sitio arqueológico de Coto Coto en distrito de Aco
- Laguna Pomacocha en distrito de Comas
- Iglesia Matriz de Mito en distrito de Mito

## Autoridades

### Regionales
- Consejero regional
  - 2023-2026:

### Municipales
- 2023-2026
  - Alcalde: Wilson Vidal Escoba
  - Regidores:

- 2019-2022[3]
  - Alcalde: Benjamín Próspero de la Cruz Palomino, del Movimiento Político Regional Perú Libre.

### Policiales
- Comisario: Cmdt. PNP

## Festividades
- Marzo o abril: Semana Santa
- 3 de marzo: Acción Heroica de las Heroínas Toledo
- 9-10 de julio: Batalla de Concepción
- 30 de noviembre de 1951: Creación Política de la Provincia de Concepción
- 8 de diciembre: Inmaculada Concepción

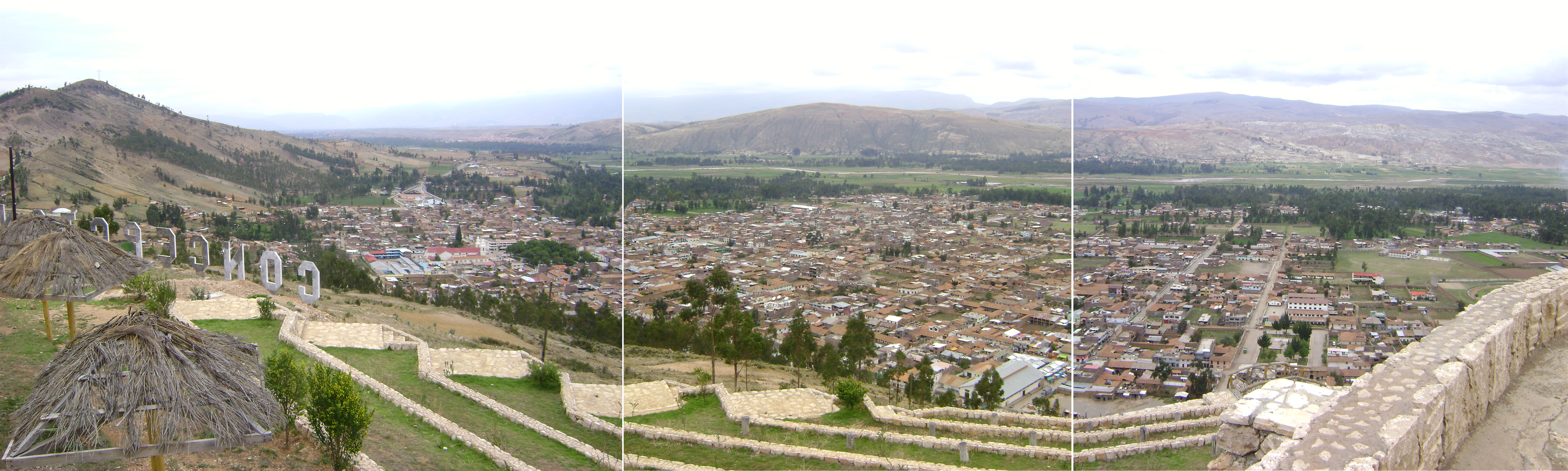
Panorama de la capital provincial

## Concepcioninos destacados
Otros:
- Cleofé Ramos
- María Toledo
- Higinia Toledo
- Edelmira del Pando